# Салі Бутка
Салі Бутка (алб. Sali Butka; 1852, Бутка — 1938) — албанський поет і націоналіст. Батько Сафета Бутки.
Він народився у селі Бутка (нинішній округ Колонья Албанії). Бутка був командиром різних албанських нерегулярних угруповань і ініціював військові партизанські операції у 1906 році у регіонах сучасної південної Албанії, які у той час були під контролем Османської імперії. Його партизанські дії тривали у наступні роки і особливо у Балканських війнах (1912–1913) і Першій світовій війні (1914–1918). Під час Балканської кампанії Першої світової війни, кілька угруповань албанських тосків і гегів підтримували збройні операцій Центральних держав у регіоні.
У 1920 році він став одним з делегатів міста Корча на з'їзді у Люшні.
Салі Бутка під час своїх кампаній писав партизанські революційні вірші, які поєднували у собі натуралістичні тексти з націоналістичними темами у формі народної поезії.